# 焦和
焦和，东汉官员，在漢獻帝初平年间（190年2月—194年2月）任青州刺史。
黃巾之亂爆发時，雖青州兵精糧足，但因焦和不善領兵，遇黃巾就不戰而退。天下大亂之後，焦和所轄地廣人稠、兵多將廣，坐擁青州卻總被弱小欺凌，後因一次敵軍追擊中因病而亡。